# Innico Caracciolo (Kardinal, 1607)

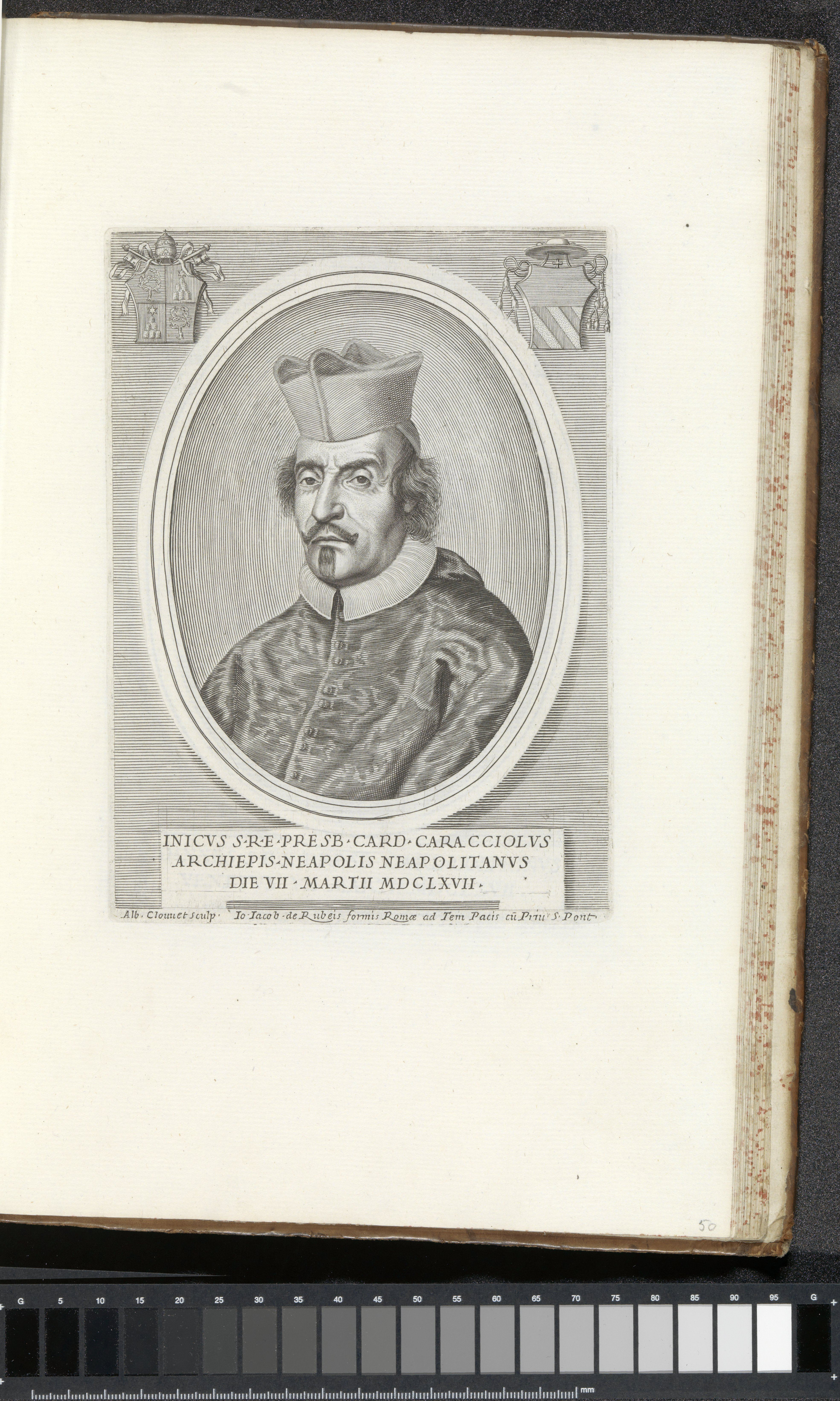
Innico Kardinal Caracciolo seniore (Porträtdruck um 1670)

Innico Caracciolo (der Ältere) (auch Innigo Caracciolo; * 7. März 1607 in Neapel; † 30. Januar 1685 ebenda) war ein italienischer Geistlicher, Erzbischof von Neapel und Kardinal.

## Leben

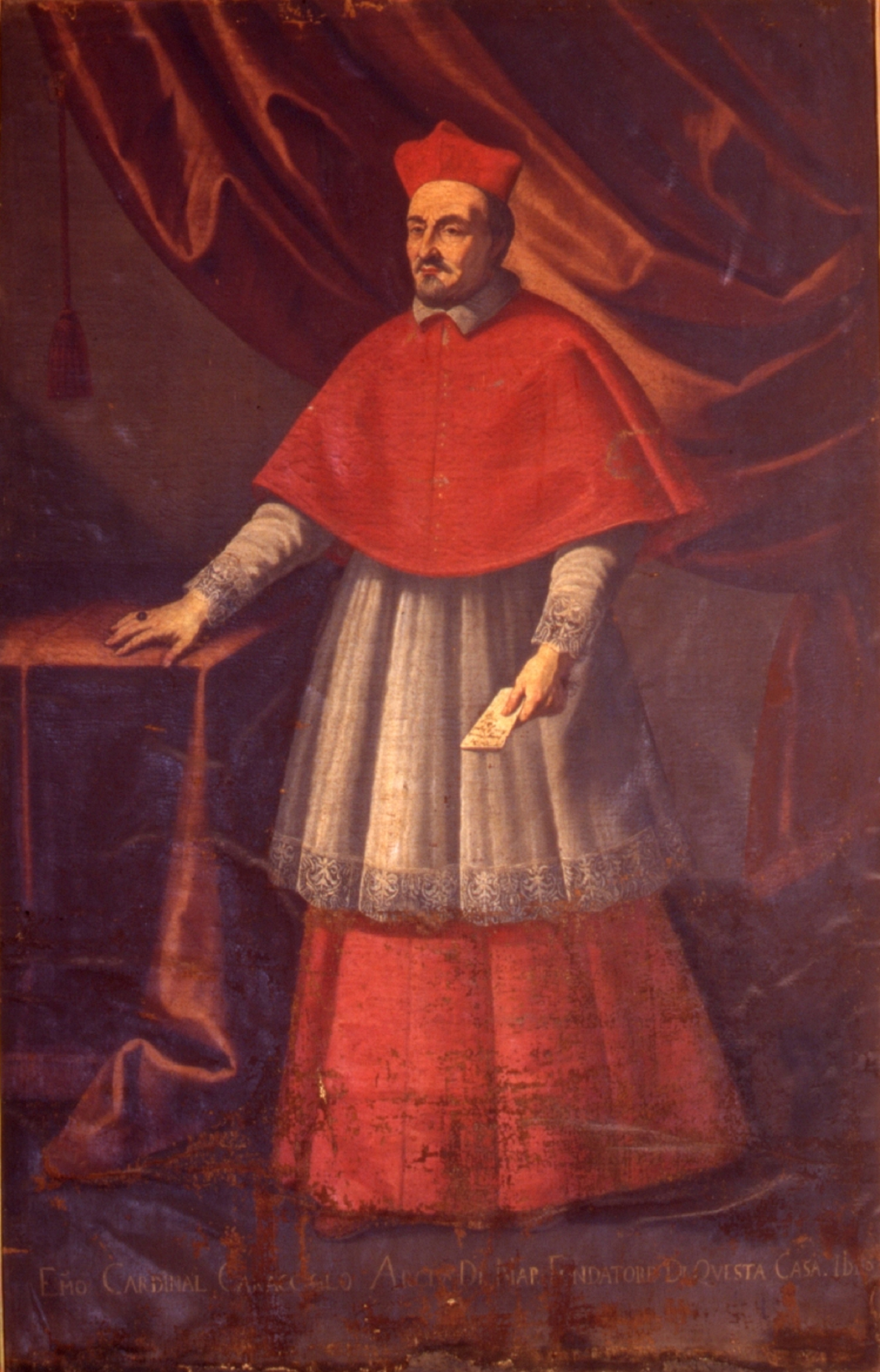
Innico Kardinal Caracciolo d. Ä. (Gemälde 17. Jh.)

Er entstammte der adeligen Familie der Herzöge von Airola und war der Sohn von Francesco Caracciolo, 2. Herzog von Airola, und dessen Ehefrau Isabella Guevara aus dem Geschlecht der Herzöge von Bovino. Sein Neffe, ebenfalls Innico genannt, wurde 1715 zum Kardinal erhoben. Weitere Kardinäle aus derselben Familie waren Marino Ascanio Caracciolo, Niccolò Caracciolo, Giovanni Costanzo Caracciolo, Diego Innico Caracciolo und Filippo Giudice Caracciolo. 
Seine erste Bildung erhielt Innico Caracciolo durch Jesuiten, später studierte er die Rechte. Er zog nach Rom, wo er mehrere untergeordnete Positionen in der Kurie bekleidete. Unter dem Pontifikat von Urban VIII. wurde er zum Apostolischen Protonotar ernannt, später wurde er Referendar an den Gerichtshöfen der Apostolischen Signatur, Kleriker der Apostolischen Kammer und Präsident der Annona. Während des Pontifikats von Clemens X. war er Richter an der Dombauhütte von St. Peter, Relator der Kongregation für die Güterverwaltung und Richter an der Apostolischen Signatur. Papst Alexander VII. ernannte ihn zu einem der vier Nuntien bei Königin Christina von Schweden, zum Legaten in Ferrara sowie zum Auditor der Apostolischen Kammer. Innico Caracciolo war zudem Dekan der Kleriker der Apostolischen Kammer.
Im Konsistorium vom 15. Februar 1666 erhob Alexander VII. ihn in pectore zum Kardinal. Öffentlich bekanntgegeben wurde dies am 7. März 1667, am selben Tage wurde Innico Caracciolo zum Erzbischof von Neapel ernannt. Die Bischofsweihe fand vor dem 9. Oktober 1667 in Rom statt.
Innico  nahm am Konklave 1667 teil, das Papst Clemens IX. wählte. Am 18. Juli 1667 erhielt er den roten Hut sowie San Clemente als Titelkirche. Er war Teilnehmer am Konklave 1669–1670, aus dem Clemens X. als Papst hervorging. Ferner war er am Konklave 1676 beteiligt, das mit der Wahl von Papst Innozenz XI. endete.
Kardinal Caracciolo starb im Alter von 77 Jahren an seinem Bischofssitz und wurde in der Kathedrale von Neapel beigesetzt.